# Nancys Rubias
Nancys Rubias es un grupo musical español de pop, glam, y electrónica liderado por Mario Vaquerizo. Han publicado 5 discos con Warner Music con temas como "Sálvame", "Corazón de Hielo" o "Di que Sí". 

## Historia

### 2004-2007: inicios,Nancys RubiasyGabba Gabba Nancys
Nancys Rubias nacen como grupo el 27 de abril de 2004 en la sala Morocco de Madrid, cuando deciden hacer un grupo por un día. Su álbum de debut fue Nancys Rubias. Las canciones son compuestas por Nacho Canut (miembro de Fangoria) y el álbum es producido por JC Moreno. El sencillo se posiciona en el número 5 de las listas de ventas españolas y el grupo recibe una enorme difusión mediática. El álbum sale en marzo y se extraen dos sencillos más, incluida la versión del clásico de Bibiana Fernández "Sálvame" y su canción más emblemática "Maquíllate".
La banda hace su primera aparición en TV en marzo de 2007 en el programa Carta Blanca cuando era presentado por Alaska. En ese espacio presentaron su segundo disco que llevó como nombre Gabba Gabba Nancys, un disco con temas como "Corazón de Hielo" o "No estás curada" pero que supuso el de menos ventas del grupo. El sencillo escogido fue "Corazón de hielo" (que contiene un sample del clásico de Boney M, "Daddy Cool"). El videoclip es grabado en el museo del pianista y showman Liberace en Las Vegas. La canción entra en el tercer puesto de la lista oficial de ventas y continúan con sus actuaciones a lo largo de todo el 2007.  En este mismo CD se incluye una colaboración con la cantante Merche (Mario, cantante del grupo, es su mánager) y, aunque la crítica y los fans dicen que el dúo es bastante desafortunado, la cantante lo escogió para una edición coleccionista de toda su carrera.
Las Nancys Rubias telonearon a Fangoria en el 2007 en Barcelona durante dos días junto a Miranda! y La terremoto de Alcorcón, uno de dichos conciertos fue grabado y aunque las Nancys Rubias no aparecen en su concierto en sí, Fangoria interpreta "Rey del Glam" junto a todos los artistas teloneros. Este DVD se titula ¡Viven!. No acaba aquí la participación de las Nancys, si no que se hacen muy protagonistas todas en conjunto en el documental que incluye el DVD titulado Alrededor del extraño viaje.

### 2008-2010:Una cita con Nancys Rubias
En el año 2008 Fangoria publicó de forma exclusiva en sus conciertos el EP Entre Punta Cana y Montecarlo, un CD donde se incluían 4 versiones, entre las que se encuentran el "Supertravesti" de las Nancys Rubias, un tema conocido del grupo y que Fangoria decidió versionar para este EP y que interpretó durante su gira 2008 en directo. La canción "Amante Automático" (Del álbum 'Una cita con Nancys Rubias', 2009) ha sido hecho a dúo para ser interpretado en directo por Fangoria y Nancys Rubias en lugares como el FIB 2009, los conciertos de Radio 3.
En enero del año 2009 sale a la luz su tercer trabajo discográfico, Una cita con Nancys Rubias que afianza el sonido Nancys Rubias con el diseño a cargo de Juan Gatti como en los anteriores discos. Este álbum es el más vendido del grupo, su single Di que sí consigue entrar en el n.º 2 de las listas de ventas.
El domingo 23 de noviembre de 2008 fallece Susie Pop a los 33 años de edad, la integrante que todos consideraban "La verdadera Nancy Rubia",
Susie se lanzó al vacío desde el Viaducto de Segovia. Sus restos fueron velados en el tanatorio M-30 de Madrid. En octubre de 1998 el Ayuntamiento de Madrid protegió con cristales este puente ubicado a escasos metros del Palacio Real, debido a la alta tasa de suicidios que se producían desde este. Aunque los cristales son muy difíciles de sortear, no impidieron el trágico suceso.
Antes de fallecer dejó grabada su participación en el tercer disco del grupo. Previamente, junto a Luisito Pop, formaba parte de Putirecords.
En el 2009 ofrecen algunos conciertos con Fangoria, destacando uno en Bilbao, otro en Madrid y otro en Barcelona. Interpretan una versión del Viva la diva de Dana Internacional en el programa de TVE Eurovisión 2009: El retorno en el que eligen al representante del festival de Eurovisión, también interpretaron este tema en concierto cuando fueron teloneros de Fangoria.
La versión de la canción "Sálvame" (Del disco 'Nancys Rubias') tuvo mucho éxito en el día de su lanzamiento llegando a las 1500 copias vendidas digitalmente, también fue incluida en el disco Ñ: Los éxitos del año de ese año. En la actualidad el tema ha aumentado su fama gracias al programa "Sálvame" de Telecinco donde su sintonía es la misma canción interpretada por la actriz Bibiana Fernández, la cantante original. Debido a esta canción de cabecera del programa en el álbum Las 101 canciones deluxe que ha publicado recientemente el programa de Telecinco, Deluxe el tema de las Nancys Rubias está incluido en este álbum, más concretamente el remix que realizó Fangoria para la canción.

### 2011-presente:Ahora o nunca,Nancy HitsyAmigas
En 2011 se confirma la primera temporada de un nuevo reality Alaska y Mario (MTV) en el que observa la vida cotidiana de los dos artistas.
Gracias a esto la figura de Mario Vaquerizo es cada vez más famosa e incluso es contratado en programas como El hormiguero lo que supuso más reconocimiento para el grupo.
Se confirmó, en el blog Estelas plateadas de Nacho Canut (Fangoria), que las Nancys Rubias habían comenzado a trabajar en su nuevo trabajo discográfico, cuarto ya en su carrera. El disco se publicó el 29 de noviembre de 2011. El título del nuevo álbum fue Ahora o Nunca, el sentido del título, según Mario Vaquerizo, es solo una metáfora, si con la fama que tienen no logran vender muchos discos se separan. La portada está firmada por Juan Gatti y este disco está publicado bajo la discográfica DRO Atlantic de Warner Music.
El sencillo del disco se llamó Peluquitas y se publicó el 25 de octubre en single digital y videoclip, logrando alcanzar en Youtube en un día más de 15.000 visitas.
Al terminar la promoción del último álbum las Nancys deciden lanzar un recopilatorio para Navidad en el que se incluyen algunas canciones nuevas como el sencillo navideño "El mejor regalo eres tu" y una colaboración con Fabio McNamara "San Vitus Dance".
El 25 de junio de 2013 se publica el sencillo "Me encanta (I Love It)", versión del tema I Love It de Icona Pop. Logró más de 100 000 visitas en un día y llegó al número dos en iTunes. En su primera semana a la venta consiguió posicionarse directamente en el número 10 del los sencillos más vendidos
En mayo de 2014 se publica el EP con 5 canciones titulado "Amigas". Se acompaña con el videoclip del mismo título. Este mismo mes, el día 17 actuaron en la cuarta edición de Los Palomos, en Badajoz.

## Miembros
- Marta Vaquerizo / Nancy O - Triángulo
- Miguel Balanzategui / Nancy Reagan - Teclados y coros
- Juan Pedro del Moral / Nancy Travesti - Guitarra eléctrica
- Mario Vaquerizo / Nancy Anoréxica - Voz

### Miembros anteriores
- Susie Pop / La verdadera Nancy Rubia - Guitarrista y cantante (fallecida en 2008)

## Discografía

### Álbumes
- 2005: Nancys Rubias
- 2007: Gabba Gabba Nancy
- 2009: Una cita con Nancys Rubias
- 2011: Ahora o nunca
- 2017: Marcianos Ye-yes
- 2023: Orquesta Nancy

### EP
- 2014: Amigas

### Recopilaciones
- 2012: Nancy Hits

### Sencillos
- «Nancys Rubias»
- «Sálvame»
- «Maquíllate»
- «Corazón de hielo»
- «No estás curada»
- «Di que sí»
- «Glamazonia»
- «Peluquitas»
- «El mejor regalo eres tú»
- «Me encanta (I love it)»
- «Amigas»
- «Marcianos ye-yes»
- «La filosofía pipa»
- «Yo si bailo»
- «Decídete»

## Premios y nominaciones
| Premios                            | Categoría       | Resultado | Año  |
| ---------------------------------- | --------------- | --------- | ---- |
| Toyama International Film Festival | Mejor Videoclip | Ganador   | 2014 |